# قو تاو (عسكري)
قو تاو (بالصينية: 郭涛) هو عسكري صيني، ولد في 1 فبراير 1926 في Wei County, Handan ‏ في الصين، وتوفي في 3 نوفمبر 2011 في نانجينغ في الصين.